# Потапкін Степан Григорович
Степа́н Григо́рович Пота́пкін (*10 серпня 1901, Мордовські Полянки тепер Краснолободського Району Мордовії — †28 вересня 1955, м. Саранськ) — мовознавець, дослідник мокшанської мови.

## Життєпис
Народився у мокшанській селянській родині. Закінчив Шишкеєвське 2—класне училище (1915), Казанську вчительську семінарію (1919), Мордовський державний педагогічний інститут ім. Полєжаєва (1936).
З 1919 — вчитель по селянських школах Мордовії. У 1937—1955 — співробітник та вчений секретар МНДІМЛІЕ. Доцент (1949).

## Науково-дослідницька діяльність
Наукова діяльність Потапкіна пов'язана з розробкою норм мокшанської літературної мови. Його проекти з упорядкування орфографії, морфології, синтаксису та пунктуації, граматичної термінології, стали основою нормативної граматики мокшанської мови.

## Створення підручників та словників
Потапкін створив перші стабільні підручники й методику викладання мокшанської мови для всіх класів початкових, неповних середніх та середніх шкіл, склав російсько—мокшанський та російсько—ерзянський орфографічні словники.

## Праці
- Русско—мокшанский словарь политических и экономических терминов.— Саранск, 1951
- Мокшень кялень грамматика. Аф полнай средняй и средняй школаса тонафнемс. 1—це пялькссь: Фонетика и морфология. 5—6—це классонди.— М., 1940
- Мокшень кяль. Грамматика, корхтамань развивандама: Учебник начальной школань 4—це классонди.— Саранск, 1948.